# Neocleptria leucatma
Neocleptria leucatma là một loài bướm đêm trong họ Noctuidae.